# میگل باررا (تگزاس)
میگل باررا (به انگلیسی: Miguel Barrera) یک منطقهٔ مسکونی در ایالات متحده آمریکا است که در تگزاس واقع شده‌است. میگل باررا ۱۲۸ نفر جمعیت دارد.